# Argostemma triflorum
Argostemma triflorum är en måreväxtart som beskrevs av Henry Nicholas Ridley. Argostemma triflorum ingår i släktet Argostemma och familjen måreväxter.
Artens utbredningsområde är Sumatera. Inga underarter finns listade i Catalogue of Life.